# Tom James
Tom James MBE  (ur. 11 marca 1984 w Cardiff) – brytyjski wioślarz, dwukrotny mistrz olimpijski, mistrz świata.
Studiował w Trinity Hall na Uniwersytecie Cambridge, gdzie uzyskał tytuł inżyniera .

## Osiągnięcia
- Mistrzostwa świata – Mediolan 2003 – ósemka – 3. miejsce
- Igrzyska olimpijskie – Ateny 2004 – ósemka – 9. miejsce
- Mistrzostwa świata – Eton 2006 – dwójka bez sternika – 6. miejsce
- Mistrzostwa świata – Monachium 2007 – ósemka – 3. miejsce
- Igrzyska olimpijskie – Pekin 2008 – czwórka bez sternika – 1. miejsce
- Mistrzostwa świata – Bled 2011 – czwórka bez sternika – 1. miejsce
- Igrzyska olimpijskie – Londyn 2012 – czwórka bez sternika – 1. miejsce